# Statue der Amphitrite (NAMA 236)

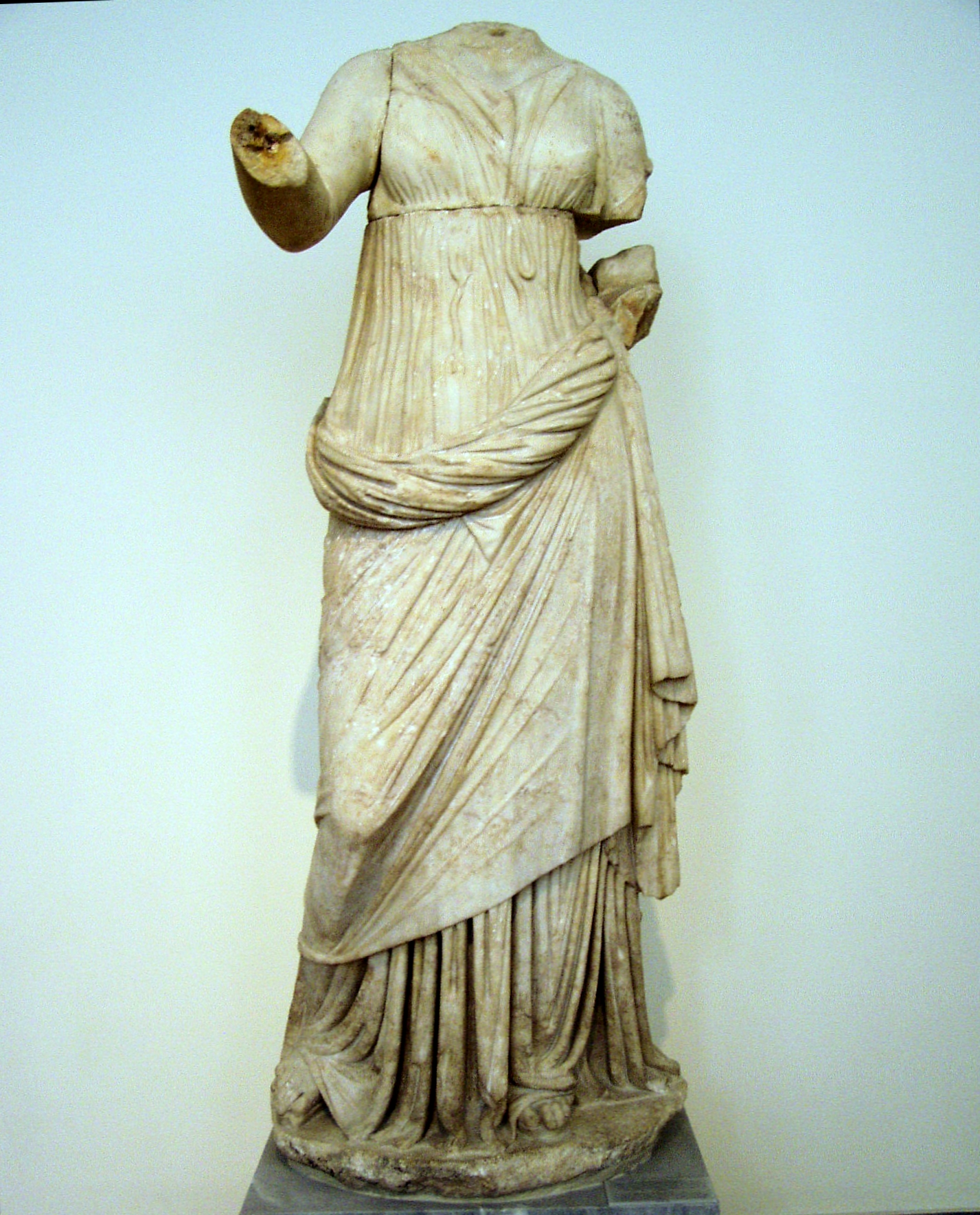
Die Statue in ihrer aktuellen Aufstellung in Athen

Die sogenannte Statue der Amphitrite im Archäologischen Nationalmuseum Athen (NAMA) mit der Inventarnummer 236 ist eine hellenistische Statue, in der man früher eine gegen Ende des 2. Jahrhunderts v. Chr. geschaffene Darstellung der Nymphe Amphitrite sehen wollte.
Die Statue aus parischem Marmor wurde 1877 auf der Insel Melos gemeinsam mit der Poseidonstatue und zwei weiteren Statuen (NAMA 237 und NAMA 238) gefunden. Sie ist 193 Zentimeter hoch und damit, da der Kopf nicht erhalten ist, etwas mehr als lebensgroß. Neben dem Kopf fehlen die rechte Hand ab dem Handgelenk, auch der linke Arm fehlt zu größeren Teilen ab Brusthöhe. Die Arme wurden wie auch der Oberkörper etwa ab Brusthöhe separat gefertigt und bei der Endfertigung an den Unterkörper angesetzt. Die Statue wird aufgrund stilistischer Vergleiche ins letzte Viertel des 2. Jahrhunderts v. Chr. datiert.
Das rechte Bein fungiert als Standbein, während das linke Bein das Spielbein ist. Das linke Bein ist auch etwas seitlich und nach hinten ausgestellt. Die sogenannte Amphitrite trägt einen knapp unter der Brust mit einem Strick gegürteten Chiton mit langen Ärmeln. Darüber trägt sie einen Mantel, das Himation, der die Göttin zusätzlich etwa von den Hüften bis zu den Knien bedeckt. Mit der fehlenden linken Hand hält sie die eng eingedrehten Faltenwürfe des Mantels auf Hüfthöhe zusammen.